# چاه تلخ (سیرجان)
چاه تلخ روستایی در دهستان گلستان بخش گلستان شهرستان سیرجان استان کرمان ایران است.

## جمعیت
بر پایه سرشماری عمومی نفوس و مسکن در سال ۱۳۹۵ جمعیت این مکان ۵۷ نفر (۲۱خانوار) بوده‌است.